# Europejski Dzień Pamięci o Sprawiedliwych
Europejski Dzień Pamięci o Sprawiedliwych – święto obchodzone 6 marca, ustanowione 10 maja 2012 przez Parlament Europejski, mające na celu uhonorowanie  pamięci osób, które sprzeciwiały się reżimom totalitarnym i masowym zbrodniom w XX i XXI w.

## Geneza Europejskiego Dnia Pamięci o Sprawiedliwych
6 marca przypada rocznica śmierci Mosze Bejskiego (ur. w 1921 w Działoszycach) – inicjatora Ogrodów Sprawiedliwych w Jerozolimie oraz współtwórcy definicji „Sprawiedliwy wśród Narodów Świata”.
Europejski Dzień Pamięci o Sprawiedliwych został ustanowiony decyzją Parlamentu Europejskiego z inicjatywy włoskiego Komitetu Światowego Ogrodu Sprawiedliwych – Gariwo. Organizacja ta postuluje utworzenie na całym świecie Ogrodów Sprawiedliwych na wzór ogrodu w Jad Waszem w Jerozolimie, gdzie uhonorowane są osoby, które ratowały Żydów w czasie Holokaustu. Dotąd utworzono Ogrody Sprawiedliwych m.in. w Armenii, Bośni, Rwandzie, Włoszech i Francji.
W ramach obchodów Dnia, w Muzeum Historii Żydów Polskich we współpracy z Ministerstwem Spraw Zagranicznych organizowane są wystawy upamiętniające polskich Sprawiedliwych wśród Narodów Świata jako grupę unikatową na tle narodów europejskich ze względu zarówno na to, że stanowili zbiorowość najliczniejszą, jak i na to że Polakom za pomoc Żydom groziła kara śmierci.
Parlament Europejski podjął tę inicjatywę, by pojęcie „Sprawiedliwy wśród Narodów Świata”, odnoszące się do ludzi pomagającym Żydom w okresie Holokaustu, rozszerzyć na cały świat i na inne tego typu zjawiska, szczególnie o charakterze ludobójczym.

## Idea Europejskiego Dnia Pamięci o Sprawiedliwych
Za „Sprawiedliwych” twórcy idei Europejskiego Dnia Pamięci uważają osoby, które ryzykowały własnym życiem, aby ocalić innych oraz tych, którzy występowali w obronie ludzkiej godności w okresie totalitaryzmu nazistowskiego i komunistycznego, w czasie ludobójstw i masowych mordów oraz wszystkich zbrodni przeciwko ludzkości popełnionych w XX i XXI wieku. Ma on cel głównie edukacyjny, promujący postawy sprzeciwu wobec reżimów i pomocy osobom szykanowanym. 
W czerwcu 2014 na skwerze im. generała Jana Jura-Gorzechowskiego na warszawskiej Woli otwarto pierwszy w Polsce Ogród Sprawiedliwych, gdzie posadzono sześć rajskich jabłoni, upamiętniających Jana Karskiego, Marka Edelmana, Tadeusza Mazowieckiego, Annę Politkowską, Magdalenę Grodzką-Gużkowską oraz Antonię Locatelli. Obok drzew na granitowych obeliskach umieszczono informacje o czynach osób uznanych za „Sprawiedliwe”. Co roku upamiętniane będą kolejne trzy osoby – nie tylko Polacy, ale wszyscy, których zachowanie może stanowić wzór.
W 2015 tytułem Sprawiedliwych uhonorowani zostali:
- Petro Hryhorenko
- Nelson Mandela
- Hasan Mazhar

W 2016 tytułem Sprawiedliwych uhonorowani zostali:
- Władysław Bartoszewski
- Witold Pilecki
- Jan Zieja

W 2017 tytułem Sprawiedliwych uhonorowani zostali:
- Natalia Gorbaniewska
- Jan Jelinek
- Roberto Kozak

W 2018 tytułem Sprawiedliwych uhonorowani zostali:
- Rafał Lemkin
- Armin Wegner
- Ks. Adalbert Wojciech Zink